# Fojtka
Fojtka (deutsch Voigtsbach) ist ein Ortsteil der Gemeinde Mníšek in Tschechien. Er liegt sechs Kilometer nördlich des Stadtzentrums von Liberec im Isergebirge und gehört zum Okres Liberec.

## Geographie
Fojtka erstreckt sich im Westen des Isergebirges am Fuß des Gebirgsrückens Oldřichovský hřbet im Tal der Fojtka (Voigtsbach). Nordwestlich des Dorfes liegt die Talsperre Fojtka, östlich in den Gebirgswäldern befindet sich die Talsperre Bedřichov. Nördlich erheben sich der Ostrý (Scharfberg, 551 m) und die Skalky (Sauschutt, 710 m), im Osten der Brdo (Langefarbe, 875 m) und der Milíř (Pilzeberg, 835 m), südöstlich der Javorový vrch (Georgstein, 723 m) und im Süden der Dračí vrch (Drachenberg, 675 m). Südöstlich des Dorfes liegt der Golfplatz Ypsilon Golf Resort Liberec.
Nachbarorte sind Zaječí Důl, Oldřichov v Hájích und Betlém im Norden, Nová Louka im Osten, Bedřichov und Rudolfov im Südosten, Kateřinky im Süden, Radčice und Krásná Studánka im Südwesten, Víska und Nová Víska im Westen sowie Nová Ves und Mníšek im Nordwesten.

## Geschichte
Die zur Herrschaft Reichenberg gehörige Ansiedlung Voigtsbach wurde 1559 erstmals im Reichenberger Stadtbuch erwähnt. Zu dieser Zeit bestand das Dorf aus 14 Bauernwirtschaften, vier Gärtnern und sieben Häuslern. Der Ort lag im Grenzbereich zur Herrschaft Friedland, die die umliegenden Wälder besaß. Voigtsbach war Sitz eines herrschaftlichen Vogtes, der Vogtshof war das heutige Anwesen Nr. 11. Besitzer waren die Herren von Redern.
Nach der Schlacht am Weißen Berg wurden die Güter Christoph von Rederns konfisziert und an Albrecht von Waldstein übergeben. Nach dessen Ermordung erhielt Matthias von Gallas die Herrschaft. Seine Nachfahren und ab 1757 die Grafenlinie Clam-Gallas besaßen die Ländereien bis zu ihrer Enteignung im Jahre 1945.
Ab 1700 erfolgte in einem Privathaus in Einsiedl der Schulunterricht. Gepfarrt war das Dorf zur Kirche St. Nikolaus in Einsiedl.
Nach der Aufhebung der Patrimonialherrschaften bildete Voigtsbach ab 1850 mit den Ansiedlungen Bethelehem und Hasengrund eine politische Gemeinde im Bezirk Reichenberg. Nach einer zwischen 1846 und 1888 aufgetretenen Serie verheerenden Hochwasser im Isergebirge erfolgte in den Jahren 1904 bis 1906 unterhalb des Dorfes der Bau einer kleinen Talsperre am Voigtsbach. 1865 wurde in der Ortsmitte eine Kapelle errichtet. Daneben bestanden in Voigtsbach noch zwei weitere Kapellen. Die eine befand sich am alten Wallfahrtsteig beim Gehöft Nr. 4 und wurde 1960 abgerissen. Eine weitere 1883 erbaute Kapelle stand beim Hof Nr. 51, auch diese überstand die Zeit des Sozialismus nicht. Ab 1873 wurde in Voigsbach in einer Expositur der Einsiedler Schule Unterricht erteilt und im darauf folgenden Jahr für die 175 Kinder des Dorfes eine zweite Klasse eingerichtet. 1920 wurde der Unterricht in Voigtsbach eingestellt. 1924 verkaufte die Gemeinde die Ansiedlung Betlém an die Gemeinde Buschullersdorf.
1930 hatte Voigtsbach 720 Einwohner. Nach dem Münchner Abkommen wurde die Gemeinde 1938 dem Deutschen Reich zugeschlagen und gehörte bis 1945 zum Landkreis Reichenberg. 1939 lebten in Voigtsbach 676 Menschen. Nach dem Zweiten Weltkrieg begann die Vertreibung der deutschen Bevölkerung. Mit Beginn des Jahres 1961 wurde Fojtka nach Mníšek eingemeindet und zugleich nach der Auflösung des Okres Liberec-okolí dem Okres Liberec zugeordnet. 1991 hatte der Ort 137 Einwohner. Im Jahre 2001 bestand das Dorf aus 71 Häusern, in denen 198 Menschen lebten.
Im Jahre 2003 begann südlich der Talsperre Fojtka der Bau des Ypsilon Golf Resort Liberec. Der 102 ha große und 2005 eröffnete Golfplatz ist eine 18-Loch-Anlage, sie wurde vom englischen Landschaftsgestalter Keith Preston entworfen.

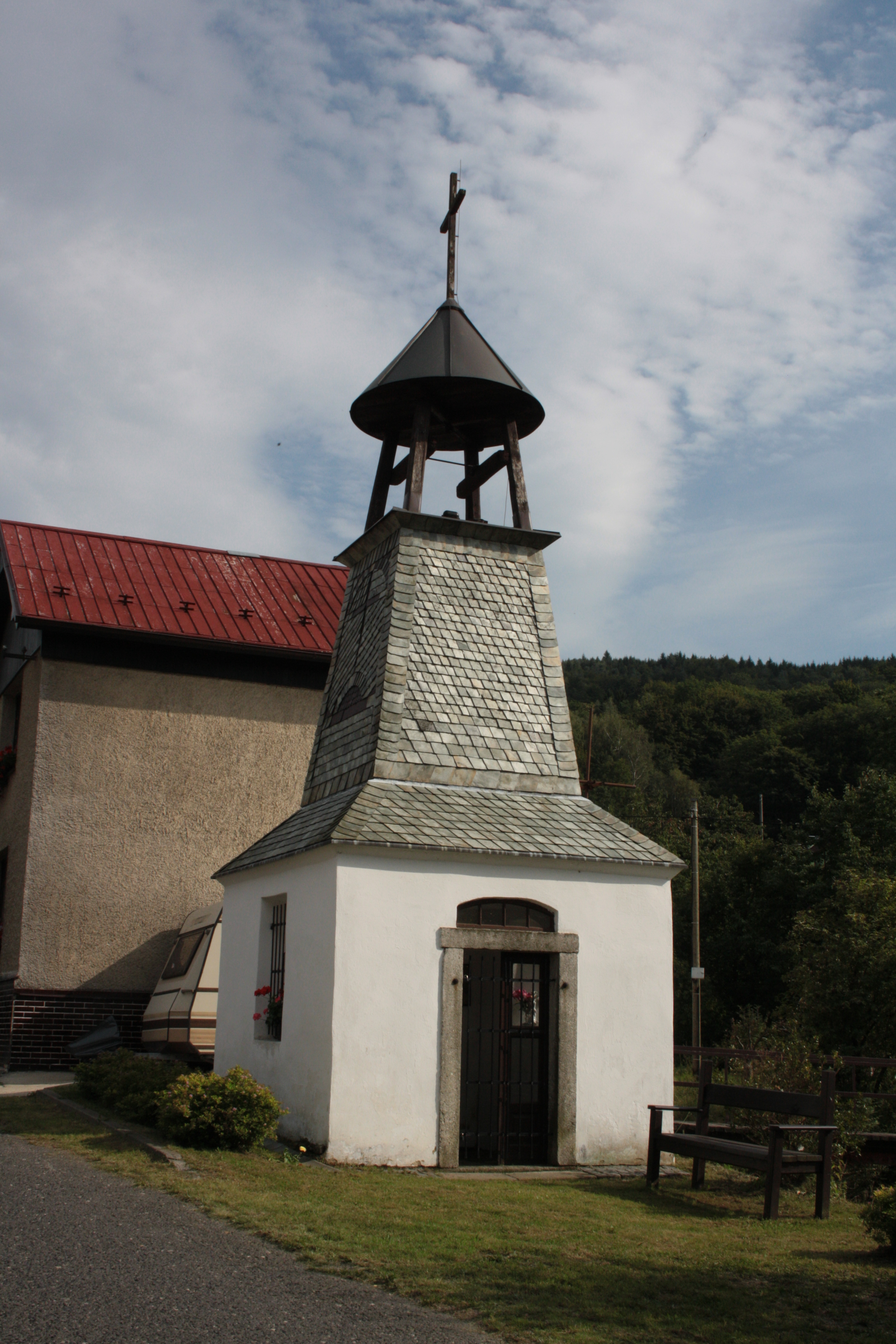
Kapelle in Ortsmitte

## Ortsgliederung
Zu Fojtka gehört die Ansiedlung Zaječí důl (Hasengrund).

## Sehenswürdigkeiten
- Dračí vrch (Drachenberg) mit Drachenfels, Aussichtsberg
- Naturschutzgebiet "Pod Dračí skálou" mit einer Population von ca. hundert Europäischen Eiben
- Naturreservat "Fojtecký mokřad", Sumpfgebiet auf dem Golfplatzareal
- Talsperre Fojtka, erbaut 1904–1906. Neben dem Hochwasserschutz dient sie der Fischzucht und seit 1926 als Badegewässer
- Kapelle in der Ortsmitte, erbaut 1865